# Leichtathletik-Weltmeisterschaften 1999/10.000 m der Männer

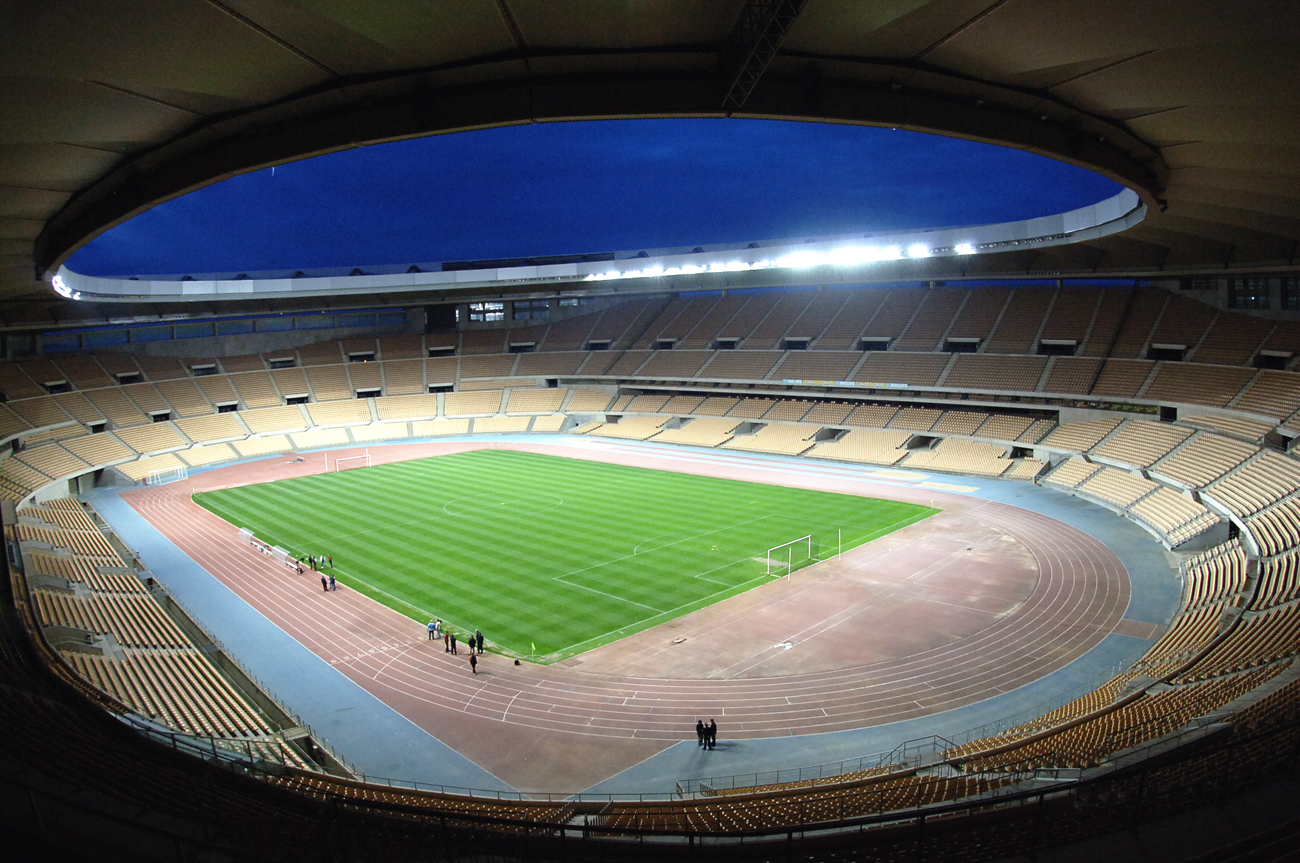
Das Olympiastadion von Sevilla im Jahr 2011

Der 10.000-Meter-Lauf der Männer bei den Leichtathletik-Weltmeisterschaften 1999 wurde am 24. August 1999 im Olympiastadion der spanischen Stadt Sevilla ausgetragen.
Die äthiopischen Läufer errangen in diesem Wettbewerb mit Gold und Bronze zwei Medaillen. Seinen vierten Sieg in Folge durfte der Olympiasieger von 1996 und Weltrekordinhaber Haile Gebrselassie feiern, der 1993 zudem Vizeweltmeister über 5000 Meter war. Auch diesmal zog der Kenianer Paul Tergat als Silbermedaillengewinner in seinem Duell mit Haile Gebrselassie wie schon bei den Olympischen Spielen 1996 und den Weltmeisterschaften 1997, als er jeweils Zweiter geworden war, wieder den Kürzeren. Darüber hinaus hatte Paul Tergat 1995 WM-Bronze gewonnen. Dritter wurde hier in Sevilla Assefa Mezgebu.
Das Rennen wurde dominiert von den Langstrecklern aus Afrika. Unter den Läufern auf den ersten elf Plätzen befanden sich mit dem portugiesischen Europameister von 1998 António Pinto auf Rang fünf und dem Niederländer Kamiel Maase auf Rang acht lediglich zwei Athleten, die nicht aus Afrika stammten.

## Bestehende Rekorde
| Weltrekord | 26:22,75 min | Haile Gebrselassie | Hengelo, Niederlande          | 1. Juni 1998   |
| WM-Rekord  | 27:12,95 min | Haile Gebrselassie | WM 1995 in Göteborg, Schweden | 8. August 1995 |

Der bestehende WM-Rekord wurde bei diesen Weltmeisterschaften nicht eingestellt und nicht verbessert. Nur die drei Medaillengewinner unterboten die 28-Minuten-Marke.
João N’Tyamba aus Angola stellte mit 28:31,09 min einen neuen Landesrekord auf.

## Durchführung
Abgesehen von den Weltmeisterschaften 1987 hatte es in diesem Wettbewerb aufgrund der hohen Teilnehmerzahlen immer eine Vorrunde gegeben. Diesmal entschlossen sich die Organisatoren, auch angesichts von 32 Startern, erstmals seit 1987 auf Vorläufe zu verzichten, alle Läufer traten gemeinsam zum Finalrennen an.

## Ergebnis

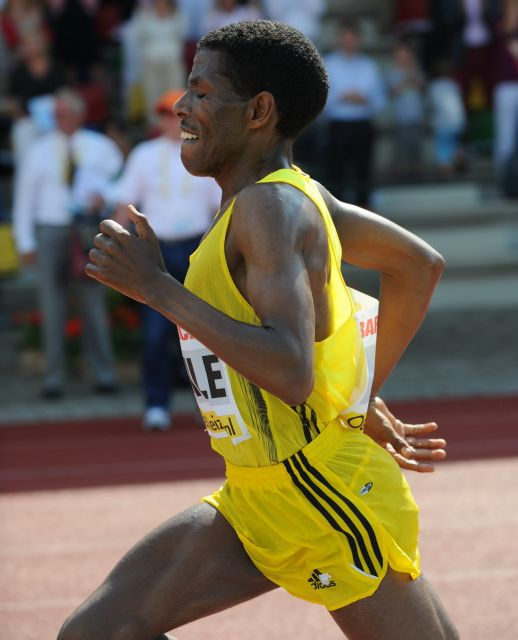
Der Weltrekordinhaber und Olympiasieger von 1996 Haile Gebrselassie setzte sich im Duell mit Paul Tergat auch diesmal wieder durch und wurde zum vierten Mal in Folge Weltmeister

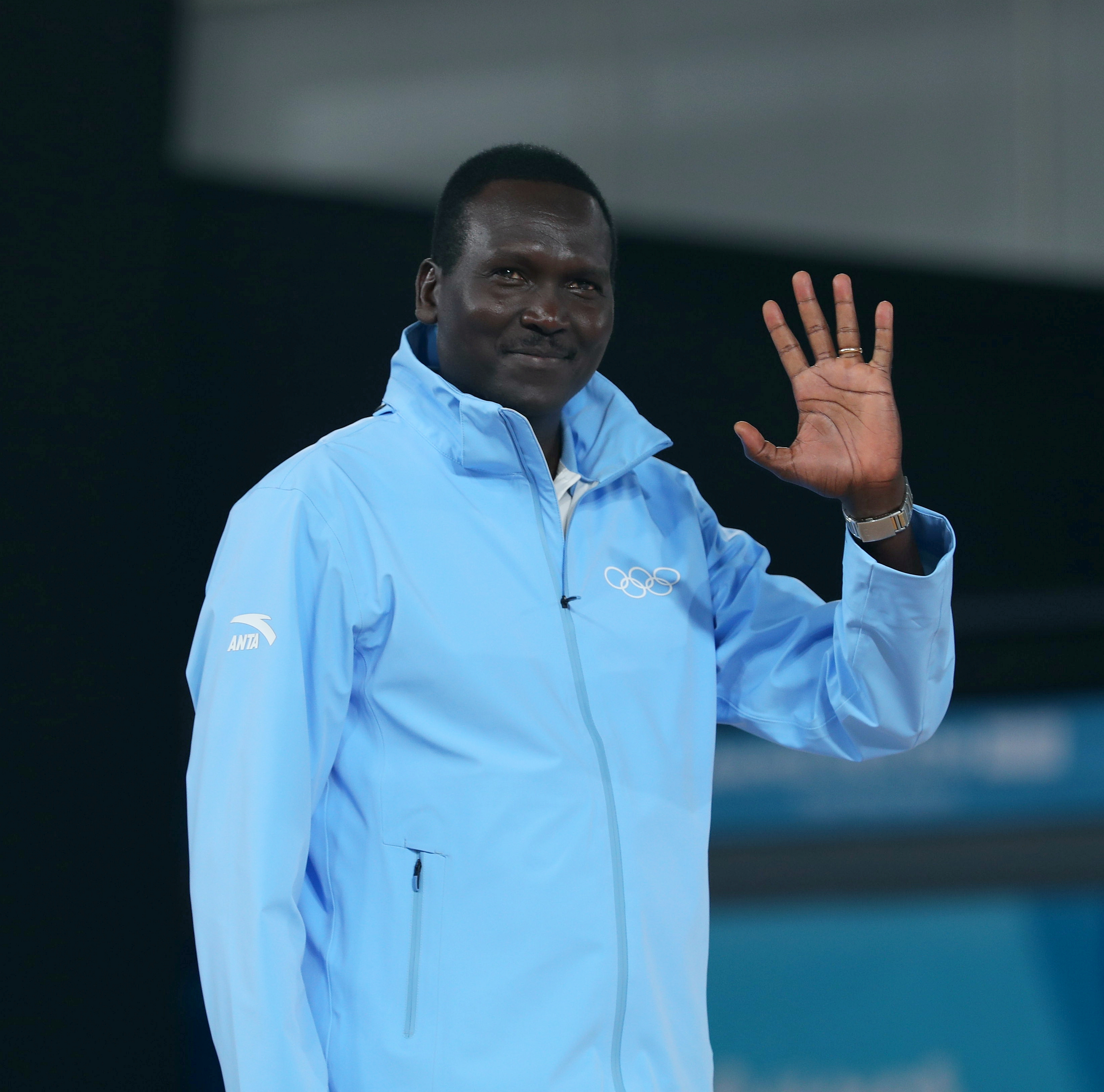
Der Olympiazweite von 1996, Vizeweltmeister von 1997 und WM-Dritte von 1995 Paul Tergat (hier im Jahr 2018) gewann Silber

24. August 1999, 21:30 Uhr
| Platz | Name                 | Nation         | Zeit (min)  |
| ----- | -------------------- | -------------- | ----------- |
| 1     | Haile Gebrselassie   | Äthiopien      | 27:57,27    |
| 2     | Paul Tergat          | Kenia          | 27:58,56    |
| 3     | Assefa Mezgebu       | Äthiopien      | 27:59,15    |
| 4     | Girma Tolla          | Äthiopien      | 28:02,08    |
| 5     | António Pinto        | Portugal       | 28:03,42    |
| 6     | Habte Jifar          | Äthiopien      | 28:08,82    |
| 7     | Benjamin Maiyo       | Kenia          | 28:14,98    |
| 8     | Kamiel Maase         | Niederlande    | 28:15,58    |
| 9     | David Chelule        | Kenia          | 28:17,77    |
| 10    | Khalid Skah          | Marokko        | 28:25,10    |
| 11    | Hendrick Ramaala     | Südafrika      | 28:25,57    |
| 12    | Toshinari Takaoka    | Japan          | 28:30,73    |
| 13    | João N’Tyamba        | Angola         | 28:31,09 NR |
| 14    | Enrique Molina       | Spanien        | 28:37,19    |
| 15    | Ismaïl Sghyr         | Marokko        | 28:41,49    |
| 16    | Saïd Bérioui         | Marokko        | 28:46,77    |
| 17    | Mohamed Ezzher       | Frankreich     | 28:47,01    |
| 18    | Kenji Takao          | Japan          | 28:49,95    |
| 19    | José Manuel Martínez | Spanien        | 28:55,87    |
| 20    | Satoshi Irifune      | Japan          | 29:04,09    |
| 21    | Bradley Hauser       | USA            | 29:04,09    |
| 22    | Pete Julian          | USA            | 29:20,31    |
| 23    | Enoch Skosana        | Südafrika      | 29:30,51    |
| 24    | Alejandro Salvador   | Mexiko         | 29:36,58    |
| 25    | Bruno Toledo         | Spanien        | 29:39,28    |
| 26    | Sean Kaley           | Kanada         | 29:52,35    |
| 27    | Samir Moussaoui      | Algerien       | 30:20,24    |
| DNF   | Jon Brown            | Großbritannien |             |
| DNF   | Shadrack Hoff        | Südafrika      |             |
| DNF   | Alan Culpepper       | USA            |             |
| DNF   | Mohammed Al-Khawlani | Jemen          |             |
| DNF   | Ali Mabrouk El Zaidi | Libyen         |             |

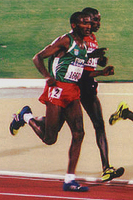
Bronzemedaillengewinner Assefa Mezgebu (grünes Trikot)
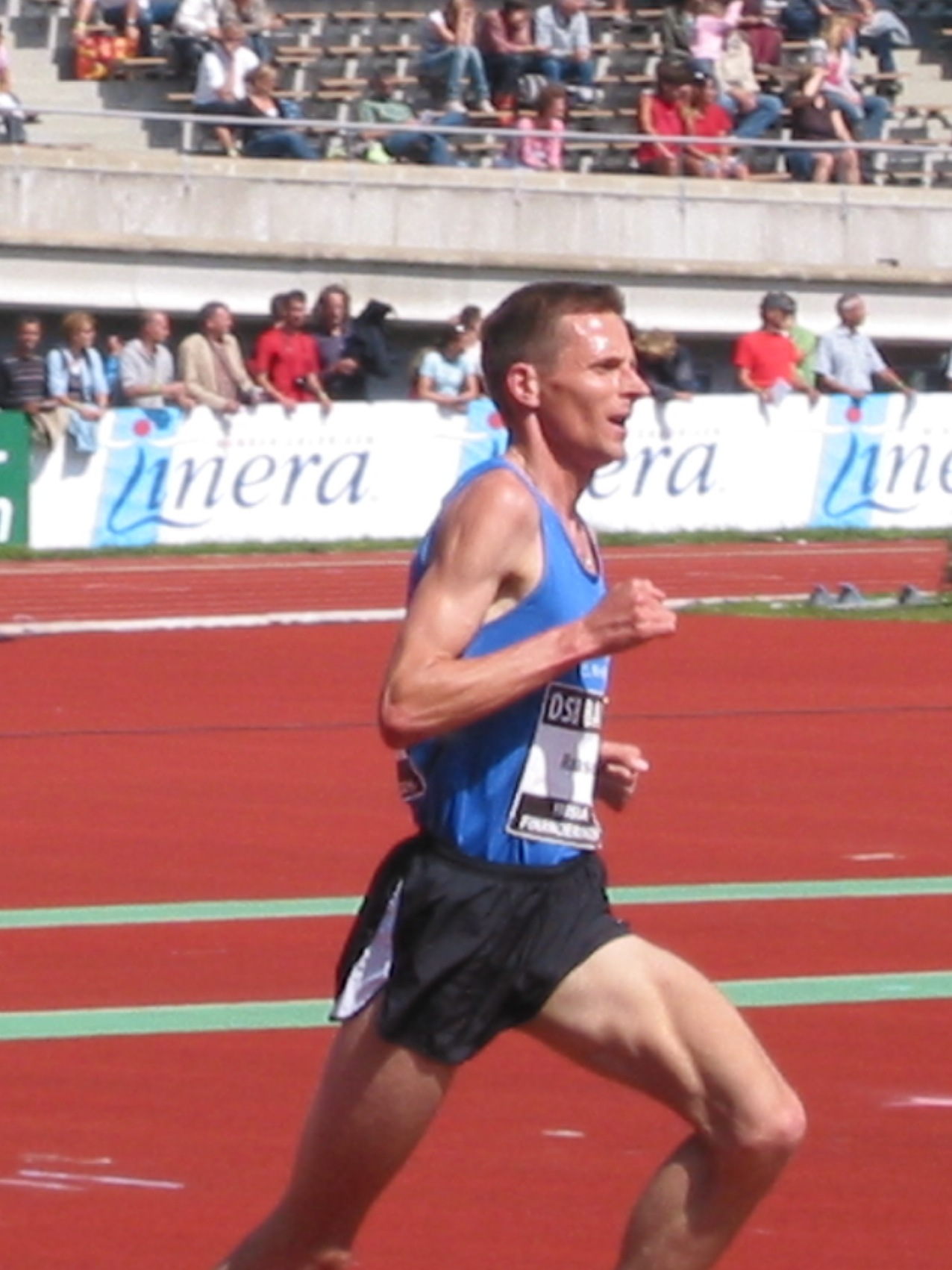
Kamiel Maase belegte als zweitbester Nicht-Afrikaner Rang acht
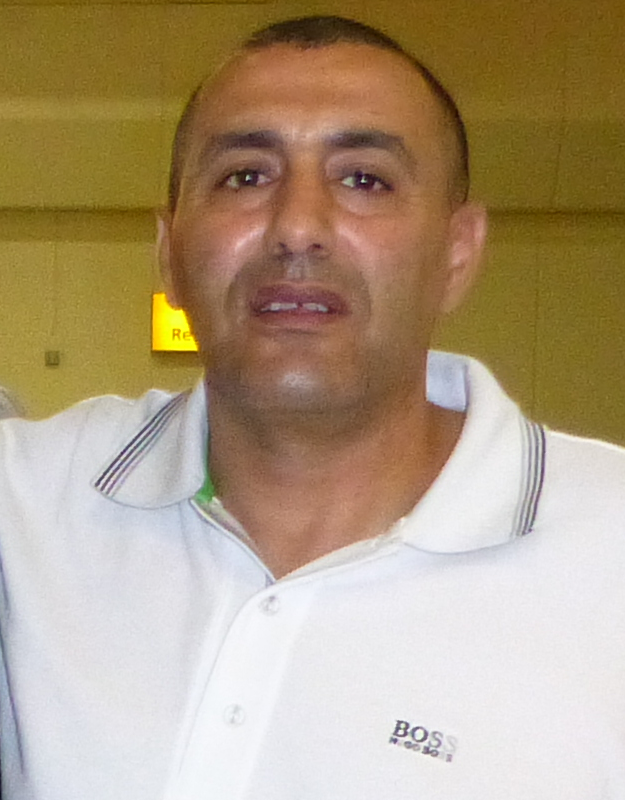
Khalid Skah, 1992 Olympiasieger, 1991 WM-Dritter und 1995 Vizeweltmeister kam auf den zehnten Platz
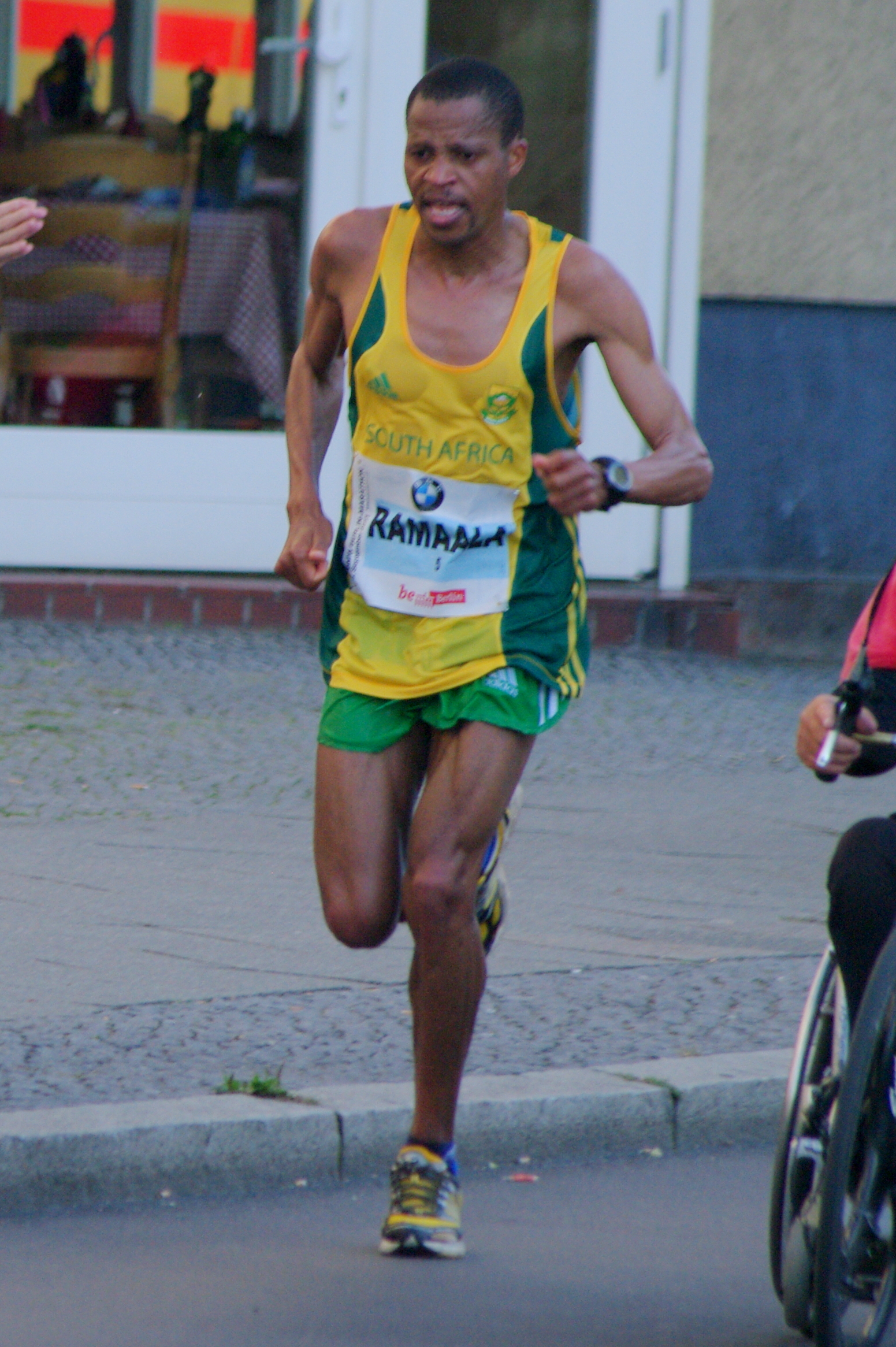
Hendrick Ramaala (hier bei Berlin-Marathon 2011) erreichte Platz elf
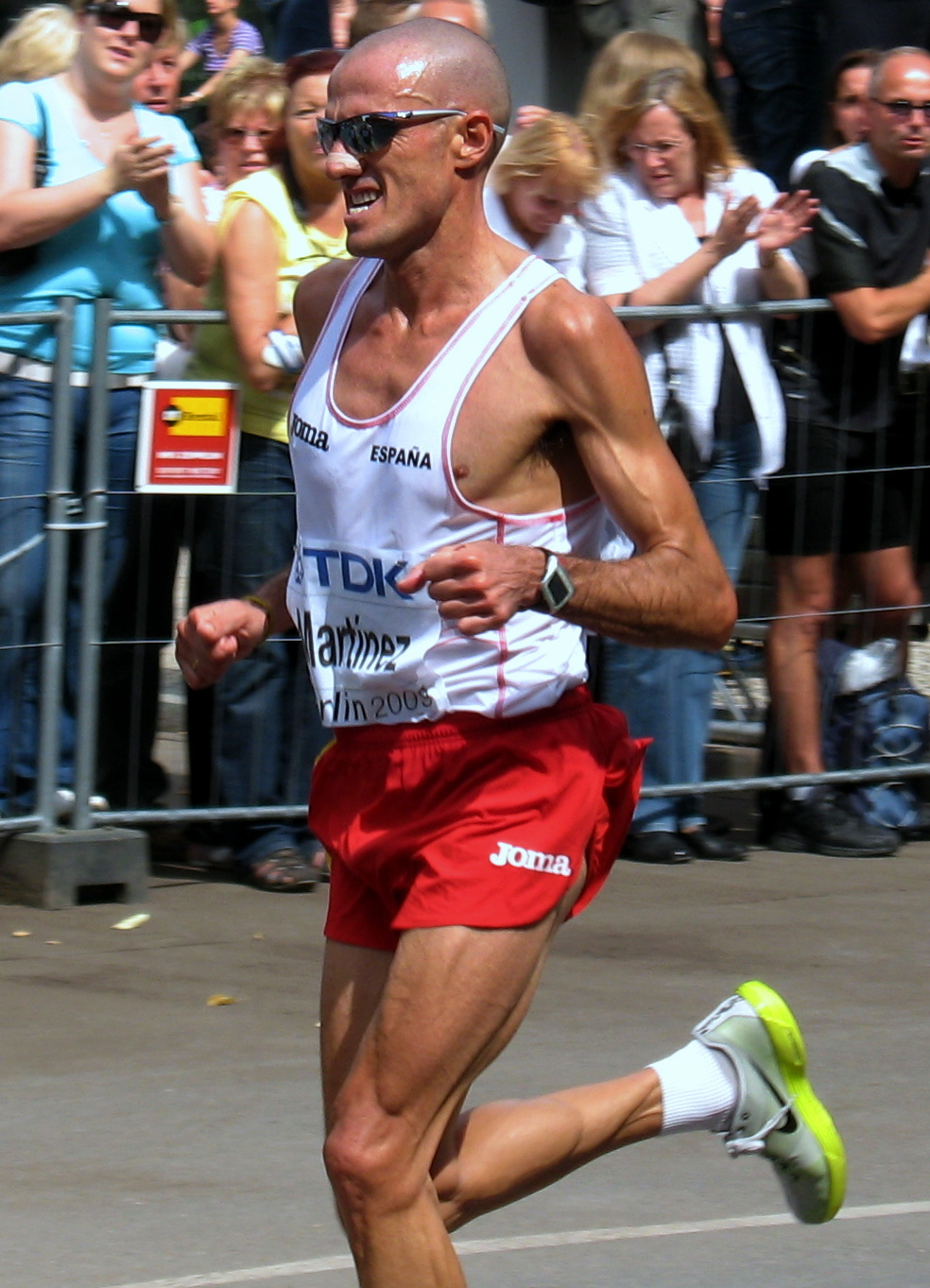
José Manuel Martínez wurde Neunzehnter
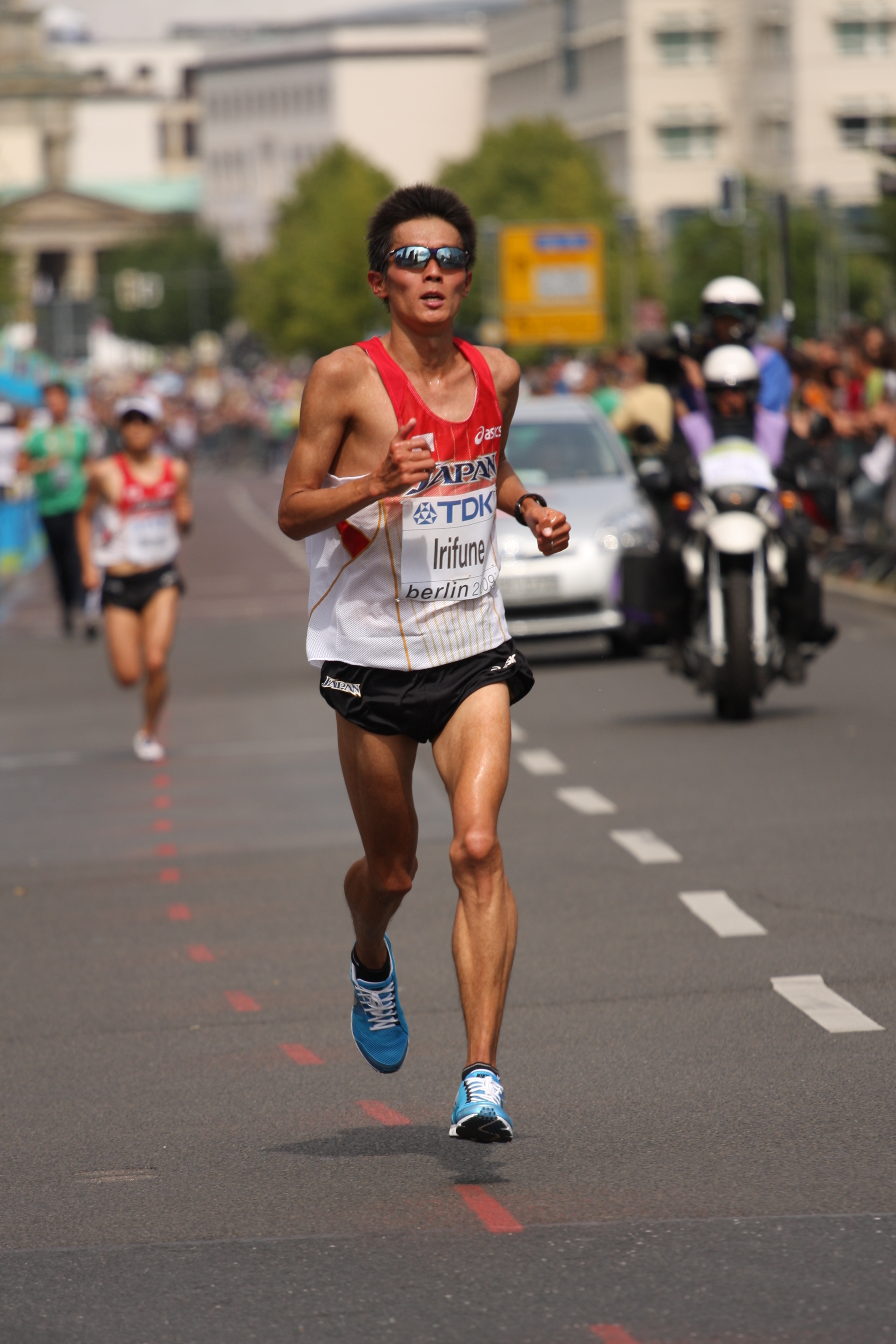
Rang zwanzig für Satoshi Irifune
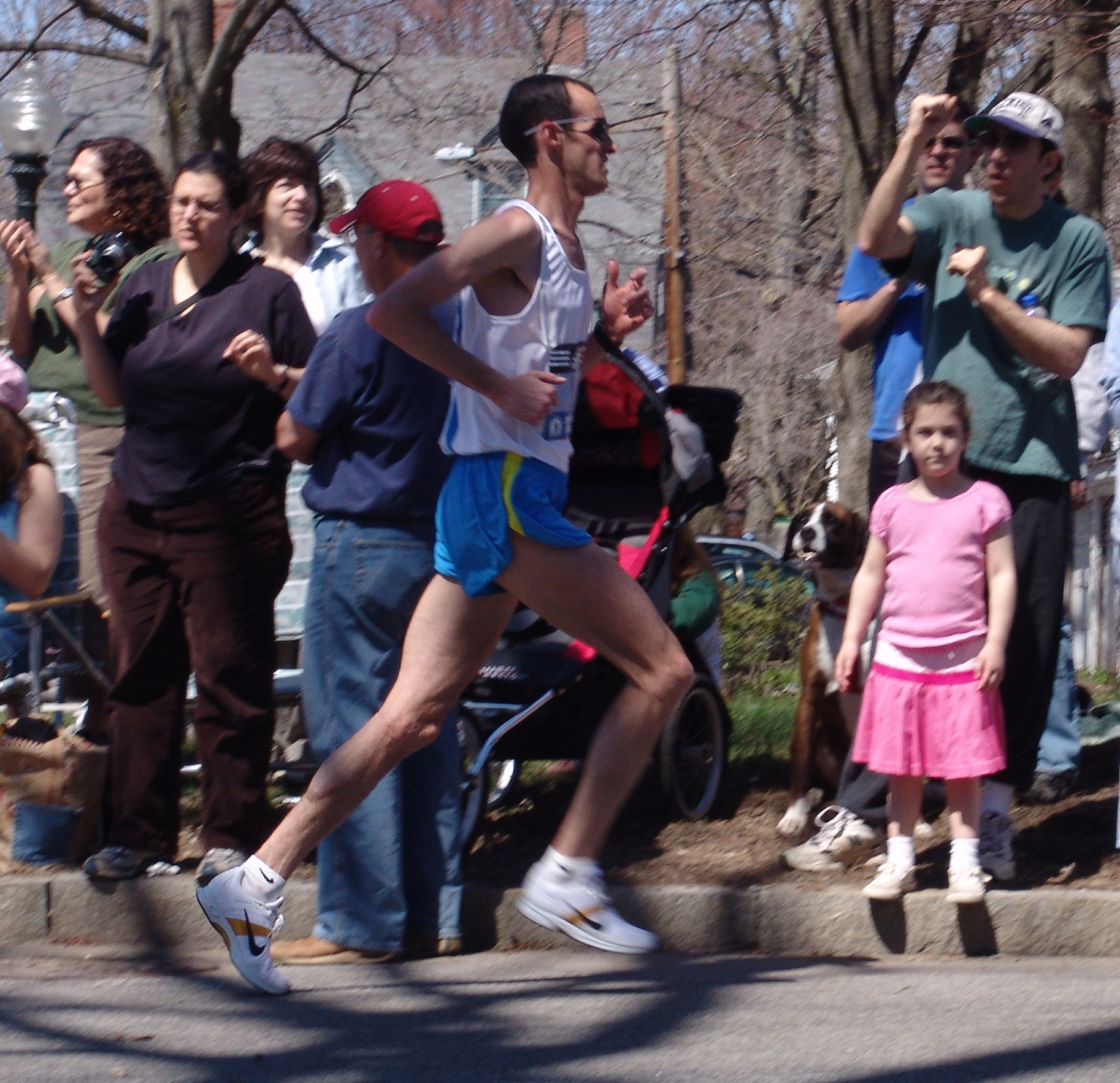
Alan Culpepper (hier beim Boston-Marathon 2005) kam in diesem Rennen nicht ins Ziel

## Video
- 1999 IAAF World Athletics Championships – Men's 10,000 m Final, Video veröffentlicht am 19. April 2011 auf youtube.com, abgerufen am 13. Juli 2020